# Jamón de Guijuelo

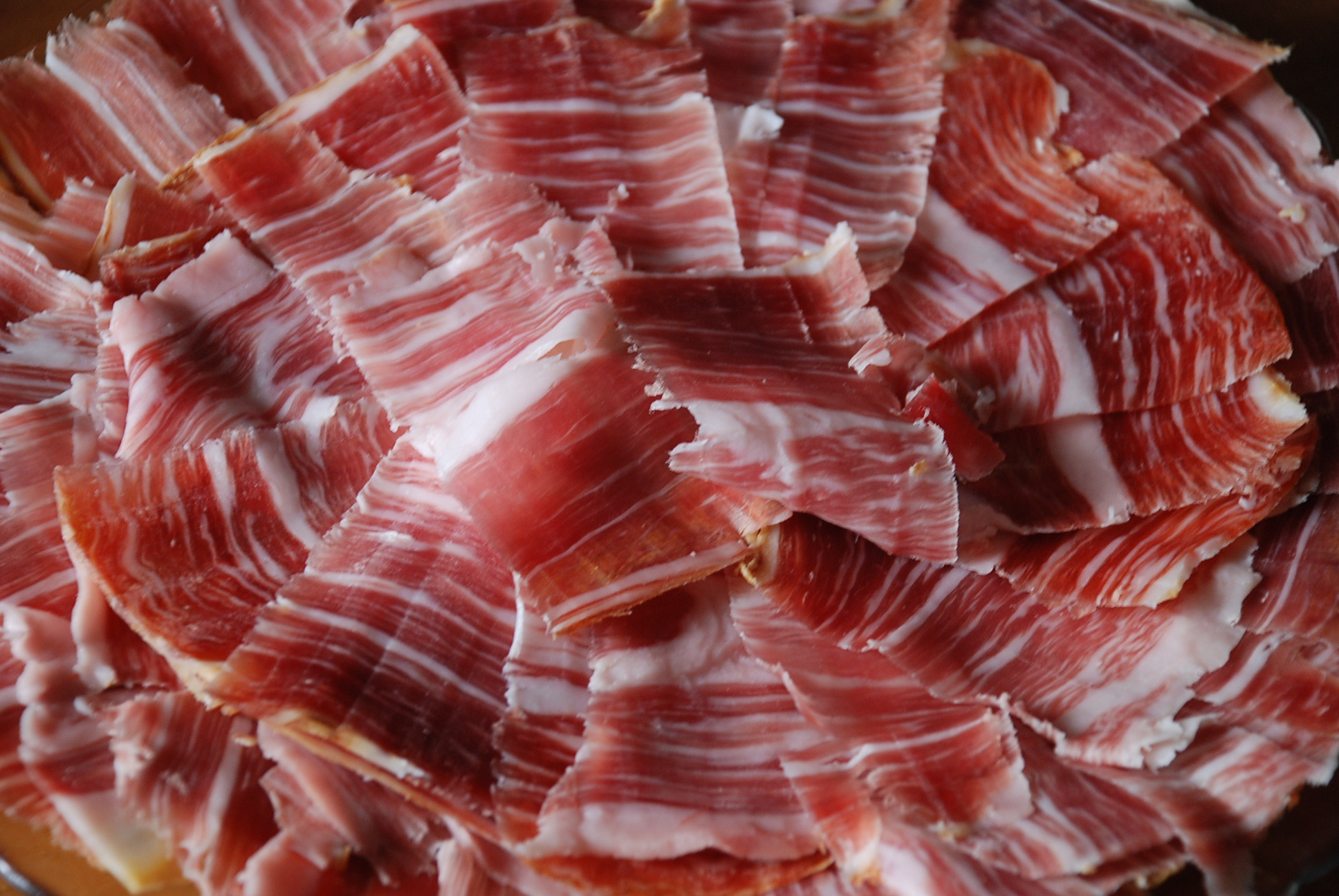
Jamón de Guijuelo

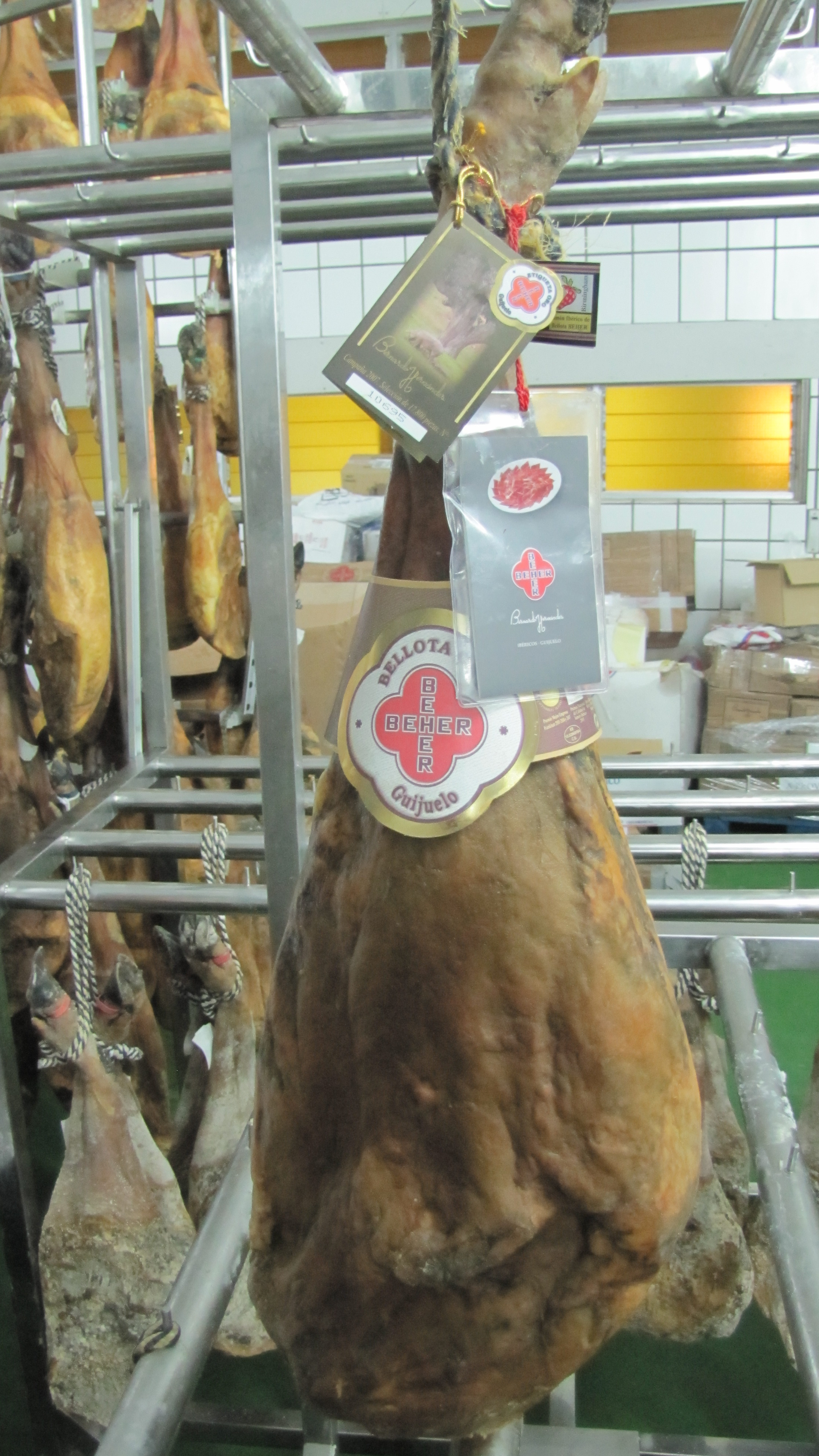
BEHER "Bellota Oro", fatto a Guijuelo, è stato scelto come "miglior prosciutto del mondo" nel IFFA Delicat nel 2007, 2010 e nel 2013.

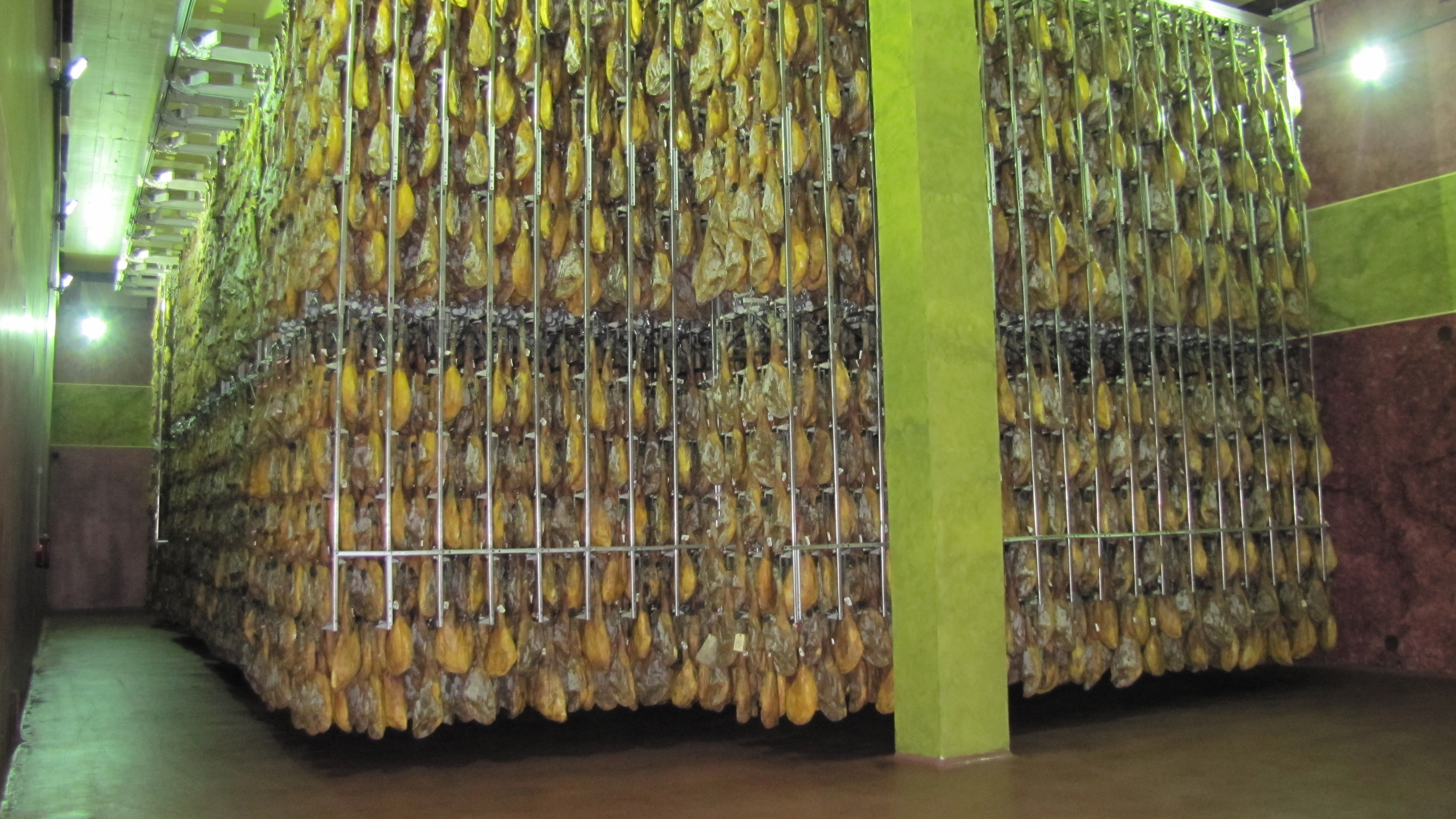
Una cantina per la stagionatura dei prosciutti iberici a Guijuelo

Lo jamón de Guijuelo (prosciutto crudo di Guijuelo) è un prosciutto con denominazione di origine del comune di Guijuelo, nella provincia di Salamanca.
Fu concessa la denominazione di origine nel 1986, i processi di elaborazione di questo prosciutto sono standard, deve trovarsi in cantine speciali, che ricevano venti secchi e freddi della Sierra de Gredos e Béjar.
È interessante notare che il 60% della produzione del conosciuto jamón ibérico appartiene al prosciutto De Guijuelo.